# Jan Zawisza Trzebicki
Jan Zawisza Trzebicki herbu Łabędź – podstoli sieradzki w latach 1657-1659, surogator sieradzki w latach 1653-1659.
Poseł sejmiku szadkowskiego na sejm 1658 roku i sejm 1659 roku.